# Noyal-Châtillon-sur-Seiche
Noyal-Châtillon-sur-Seiche (bret. Noal-Kastellan) – miejscowość i gmina we Francji, w regionie Bretania, w departamencie Ille-et-Vilaine.
Według danych na rok 1990 gminę zamieszkiwało 2090 osób, a gęstość zaludnienia wynosiła 146 osób/km² (wśród 1269 gmin Bretanii Noyal-Châtillon-sur-Seiche plasuje się na 293. miejscu pod względem liczby ludności, natomiast pod względem powierzchni na miejscu 689).
Gmina powstała z połączenia Noyal-sur-Seiche i Châtillon-sur-Seiche.